# NGC 1326
NGC 1326 је спирална галаксија у сазвежђу Пећ која се налази на NGC листи објеката дубоког неба.
Деклинација објекта је - 36° 27' 51" а ректасцензија 3h 23m 56,4s. Привидна величина (магнитуда) објекта NGC 1326 износи 10,6 а фотографска магнитуда 11,5. Налази се на удаљености од 16,607 милиона парсека од Сунца. NGC 1326 је још познат и под ознакама ESO 357-26, MCG -6-8-11, IRAS 03220-3638, FCC 29, PGC 12709.